# 登奇哈佐
登奇哈佐，是匈牙利巴兰尼亚州所辖的一个村。总面积13.98平方公里，总人口609，人口密度43.6人/平方公里（2011年1月1日）。